# Hermann Oberländer
Carl Hermann Oberländer (* 29. Mai 1838 in Gera; † 2. November 1898 ebenda) war ein deutscher Mühlenbesitzer und Politiker.

## Leben
Oberländer war der Sohn des Mühlenbesitzers Glaube(an)gott Oberländer in Gera und dessen Ehefrau Christiane Friederike geborene Schmidt aus Zeitz. Oberländer, der evangelisch-lutherischer Konfession war, heiratete am 24. November 1870 in Plauen bei Dresden Emma Camilla Kittler (* 17. Juni 1843 in Plauen; † 16. April 1875 in Gera), die Tochter des Mühlenbesitzers Gottlieb Eduard Kittler in Plauen. Franz Oberländer war ein Cousin.
Oberländer erbte 1869 von seinem Vater die Angermühle in Gera. Er erweiterte und modernisierte das Gebäude und die Mühlenanlagen und richtete insbesondere eine Anlage für Turbinenbetrieb ein. Zuletzt gab er das Geschäft der Lohnmüllerei auf und wandelte die Angermühle in eine Kunst- und Handelsmühle um (für die Geraer Wasserkunst siehe Mühlgraben (Gera)).
Von 1869 bis 1871, von 1874 bis 1877 und von 1886 bis 1892 war er Mitglied im Gemeinderat von Gera. Vom 14. März 1888 bis zum 12. September 1895 war er Mitglied im Landtag Reuß jüngerer Linie.